# Jim Baxter
Jim Baxter, właściwie James Curran Baxter (ur. 29 września 1939 w Hill of Beath, zm. 14 kwietnia 2001 w Glasgow) – szkocki piłkarz.

## Kariera
Baxter rozpoczął karierę w 1957 roku w Raith Rovers F.C. Po trzech latach przeniósł się do Rangers Glasgow. W 1965 roku przeniósł się do Sunderland A.F.C., a w 1967 do Nottingham Forest F.C. Karierę zakończył w sezonie 1969/1970 w Rangers. W reprezentacji Szkocji rozegrał 34 spotkania.